# Irving (Texas)
Irving város az USA Texas államában. Lakosainak száma 256 684 fő (2020. április 1.).

## Népesség
A település népességének változása:

| 2010 | 216 290 |
| 2020 | 256 684 |